# Arrondissement de Huy
Arrondissement de Huy er et administrativt arrondissement i Belgien.   Det ligger i den sydvestlige del af provinsen Liège, i den nordøstlige del af  regionen Vallonien, og dermed i den centrale del af Belgien.  Området ligger 70 kilometer sydøst for hovedstaden Bryssel.
50°30′N 5°15′Ø / 50.5°N 5.25°Ø